# Robur Tiboni Volley Urbino
Robur Tiboni Volley Urbino var volleybollsektionen av sportklubben Robur Tiboni från Urbino, Italien.
Sektionen deltog för första gången i seriespel organiserat av Federazione Italiana Pallavolo 1990. Efter flera år i serie A2 debuterade laget i serie A1 (högsta serien) 2009-2010 efter att ha köpt spellicensen från Pallavolo Cesena. De första åren i högsta serien tillhörde laget de bättre lagen. De vann också CEV Cup 2010-2011. Därefter gick det sämre och säsongen 2014-2015 hamnade laget på 12:e plats i serien, vilket medförde att de åkte ur serie A1. Därefter lade de ner verksamheten.